# Kooyong Classic
Il Kooyong Classic (conosciuto anche come AAMI Classic) è un torneo esibizione di tennis giocato sul cemento. Si gioca annualmente a gennaio, la settimana precedente l'Australian Open, al Kooyong Stadium di Kooyong a Melbourne, Australia. Vi partecipano 8 giocatori scelti tra i primi del ranking ATP, chi viene sconfitto non è subito eliminato, ma gioca dei match di play-off per determinare la sua posizione finale. Il torneo viene vinto da chi si aggiudica 3 match.

## Albo d'oro

### Singolare maschile
| Anno      | Campione            | Finalista             | Punteggio               |
| --------- | ------------------- | --------------------- | ----------------------- |
| 2023      |                     |                       |                         |
| 2020-2022 | Non disputato       | Non disputato         | Non disputato           |
| 2019      | Bernard Tomić       | Jack Sock             | 5–7, 6–4, [10–6]        |
| 2018      | Pablo Carreño Busta | Matthew Ebden         | 6(8)–7, 6–4, 6–2        |
| 2017      | David Goffin        | Ivo Karlović          | 7–6(2)                  |
| 2016      | David Goffin        | Feliciano López       | 6–4, 6–2                |
| 2015      | Fernando Verdasco   | Aleksandr Dolhopolov  | 7–6(3), ritirato        |
| 2014      | Kei Nishikori       | Tomáš Berdych         | 6-4, 7-5                |
| 2013      | Lleyton Hewitt      | Juan Martín del Potro | 6-1, 6-4                |
| 2012      | Bernard Tomić       | Mardy Fish            | 6-4, 3–6, 7–5           |
| 2011      | Lleyton Hewitt      | Gaël Monfils          | 7–5, 6–3                |
| 2010      | Fernando Verdasco   | Jo-Wilfried Tsonga    | 7–5, 6–3                |
| 2009      | Roger Federer       | Stan Wawrinka         | 6–1, 6–3                |
| 2008      | Andy Roddick        | Marcos Baghdatis      | 7–5, 6–3                |
| 2007      | Andy Roddick        | Roger Federer         | 6–2, 3–6, 6–3           |
| 2006      | Andy Roddick        | Tommy Haas            | 6–3, 7–6(6)             |
| 2005      | Roger Federer       | Andy Roddick          | 6–4, 7–5                |
| 2004      | David Nalbandian    | Andre Agassi          | 6–2, 6–3                |
| 2003      | Andre Agassi        | Sébastien Grosjean    | 6–2, 6–3                |
| 2002      | Pete Sampras        | Andre Agassi          | 7–6(6), 6(6)–7, 6–3     |
| 2001      | Andre Agassi        | Evgenij Kafel'nikov   | 6–3, 3–6, 6–3           |
| 2000      | Andre Agassi        | Mark Philippoussis    | walkover                |
| 1999      | Thomas Enqvist      | Mark Philippoussis    | 6–4, 6–1                |
| 1998      | Mark Philippoussis  | Andre Agassi          | 6–3, 7–6(3)             |
| 1997      | Michael Chang       | Pete Sampras          | 4–6, 6–4, 6–2           |
| 1996      | Michael Chang       | Evgenij Kafel'nikov   | 7–5, 6–1                |
| 1995      | Michael Chang       | Pete Sampras          | 7–6(4), 6–3             |
| 1994      | Non disputato       | Non disputato         | Non disputato           |
| 1993      | Thomas Muster       | Aleksandr Volkov      | 6–3, 1–6, 7–6(1)        |
| 1992      | Neil Borwick        | Richard Fromberg      | 6(5)–7, 7–6(11), 7–6(5) |
| 1991      | Goran Prpić         | Richard Fromberg      | 6–4, 6(6)–7, 6–3        |
| 1990      | Darren Cahill       | Todd Woodbridge       | 6–2, 6–3                |
| 1989      | Mark Kratzmann      | Wally Masur           | 6–4, 1–6, 7–6           |
| 1988      | Pat Cash            | Wally Masur           | 6–4, 7–6(4)             |

### Singolare femminile
| Anno      | Campione         | Finalista       | Punteggio        |
| --------- | ---------------- | --------------- | ---------------- |
| 2019-2022 | Non disputato    | Non disputato   | Non disputato    |
| 2018      | Belinda Bencic   | Andrea Petković | 3–6, 6–4, [10–4] |
| 2017      | Yanina Wickmayer | Sorana Cîrstea  | 6–4              |
| 1994-2016 | Non disputato    | Non disputato   | Non disputato    |
| 1993      | Rachel McQuillan | Nicole Provis   | 6–2, 3–6, 7–5    |